# Saint-Germain-sur-École
Saint-Germain-sur-École es una comuna francesa situada en el departamento de Sena y Marne, en la región de Isla de Francia.

## Demografía
| 181 | 164 | 187 | 244 | 329 | 328 | 371 |
| Para los censos de 1962 a 1999 la población legal corresponde a la población sin duplicidades (Fuente: INSEE [Consultar]) |     |     |     |     |     |     |